# Secretele contraspionajului (film din 1947)
Secretele contraspionajului (titlul original: în rusă Подвиг разведчика, transliterat: Podvig razvedcika) este un film dramatic sovietic de spionaj, realizat în 1947 de regizorul Boris Barnet, bazat pe romanul scriitorului Mihail Maklearski, protagoniști fiind actorii Pavel Kadocinikov, Ambrosi Bucima, Viktor Dobrovolski și Dmitri Miliutenko.

## Rezumat
Agentul sovietic Fedotov este lansat cu parașuta pe terenul ocupat de naziști. El se schimbă în domnul Eckert, un antreprenor german care dorește să profite de munca de sclavi a muncitorilor din est în Ucraina ocupată. Eckert intră într-un parteneriat cu un antreprenor german al cărui fiu, Willi, este un nazist de rang înalt. Împreună merg la Vinița în Ucraina și încep să construiască o fabrică. Fedotov începe să caute contacte cu cartierul general, dar se confruntă cu probleme când un colaborator nazist ucrainean reușește să se infiltreze între partizanii sovietici.

## Distribuție
- Pavel Kadocinikov – maiorul Aleksei Fedotov, alias Heinrich Eckert
- Ambrosi Bucima – Grigori Leșciuk, agronom
- Viktor Dobrovolski – Vadim, șeful serviciului secret
- Dmitri Miliutenko – Berejnoi, trădătorul
- Serghei Martinson – Willi Pommer
- Mihail Romanov – Erich von Rummelsburg
- Piotr Arjanov – Karpovski Карповский, alias Stübing
- Boris Barnet – generalul von Kühn[2]
- Elena Izmailova – Tereza Gruber
- Valentina Ulesova – Nina
- Serghei Petrov – Astahov
- Viktor Halatov – Friedrich Pommer
- Valeria Draga-Sumarokova – Frau Pommer
- Aleksei Bîkov – Medvedev
- Ghennadi Nilov – rol sporadic